# Hogna inominata
Hogna inominata är en spindelart som först beskrevs av Simon 1886.  Hogna inominata ingår i släktet Hogna och familjen vargspindlar.
Artens utbredningsområde är Thailand. Inga underarter finns listade i Catalogue of Life.